# نووبورانوو
نووبورانوو (به لاتین: Novoburanovo) یک منطقهٔ مسکونی در روسیه است که در سرزمین آلتای واقع شده‌است.